# Johan Fernandez de Ardeleiro
Johan Fernandez de Ardeleiro (también Johan Fernandez d'Ardeleyro') fue un trovador gallego del siglo XIV. Estudiosos como Carolina Michaelis concluyen que es uno de los últimos trovadores de la lírica gallego-portuguesa.

## Biografía
Apenas quedan datos biográficos. De su firma se deduce que puede proceder de un lugar situado en el municipio coruñés de Malpica de Bergantiños. Puede ser contemporáneo Johan de Gaia, Estevan da Guarda y del juglar Johan de León. Fue escudero y tuvo posesiones en Pavia (Mora). Pudo frecuentar la corte de Don Dinís o la del conde de Barcelos.

## Obra
Se conservan 4 obras, de las que 2 son de autoría dudosa. Son una cantiga de amor y 3 cantigas de escarnio y maldecir.